# Gerald Hamer
Gerald Hamer, gebürtig Geoffrey Earl Watton, (16. November 1886 in Südwales, England – 6. Juli 1972 in Hollywood, Kalifornien, USA) war ein englischer Theater- und Filmschauspieler.

## Leben
Gerald Hamer wurde als Sohn von John Watton and Evelyn Clara Earl in Wales geboren. Er trat über Jahrzehnte als professioneller Theaterschauspieler in England auf, insbesondere in Shakespeare-Stücken war Hamer regelmäßig zu sehen. Auch am Broadway in New York spielte er zwischen 1915 und 1937 in zwanzig Stücken. Nachdem er bereits einige Filmauftritte in der britischen Filmszene hatte, zog er Mitte der 1930er-Jahre nach Hollywood. Sein Debüt gab er in einer nicht im Abspann erwähnten Rolle in dem Musical Swing Time mit Fred Astaire. Er spielte in den folgenden Jahren in fast 30 Filmen, zumeist in kleineren Rollen als Brite. Seine bekanntesten Rollen verkörperte Hamer in der Sherlock-Holmes-Reihe mit Basil Rathbone, in welcher er insgesamt fünfmal auftrat. Bemerkenswert ist vor allem seine Rolle als psychopathischer Schauspieler in Die Kralle, welcher die Identität eines Postboten annimmt.
Gerald Hamer übernahm ab den 1950er-Jahren Gastrollen im Fernsehen, zuletzt im Jahre 1966. Er starb im Alter von 85 Jahren an einem Herzinfarkt. Sein Sohn Robert Hamer (1911–1963) war Regisseur.

## Theater (Auswahl)
- 1915: A Midsummer Night's Dream
- 1915: Androcles and the Lion
- 1915: The Man Who Married a Dumb Wife
- 1916: The Merchant of Venice
- 1920: George Washington

## Filmografie (Auswahl)
- 1936: Swing Time
- 1937: Engel (Angel)
- 1938: Blond Cheat
- 1939: Bulldog Drummond's Bride
- 1943: Gespenster im Schloß (Sherlock Holmes Faces Death)
- 1943: Verhängnisvolle Reise (Sherlock Holmes in Washington)
- 1944: Scotland Yard greift ein (The Lodger)
- 1944: The White Cliffs of Dover
- 1944: Die Kralle (The Scarlet Claw)
- 1944: Enter Arsene Lupin
- 1945: Gefährliche Mission (Pursuit to Algiers)
- 1946: Juwelenraub (Terror by Night)
- 1949: The Secret of St. Ives
- 1949: Lassie in Not (Challenge to Lassie)
- 1951: Burg der Rache (Lorna Doone)